# Amphiledorus ungoliantae
Amphiledorus ungoliantae là một loài nhện trong họ Zodariidae.
Loài này thuộc chi Amphiledorus. Amphiledorus ungoliantae được Pekár & Cardoso miêu tả năm 2005.